# Flathead-Indianer-Reservat

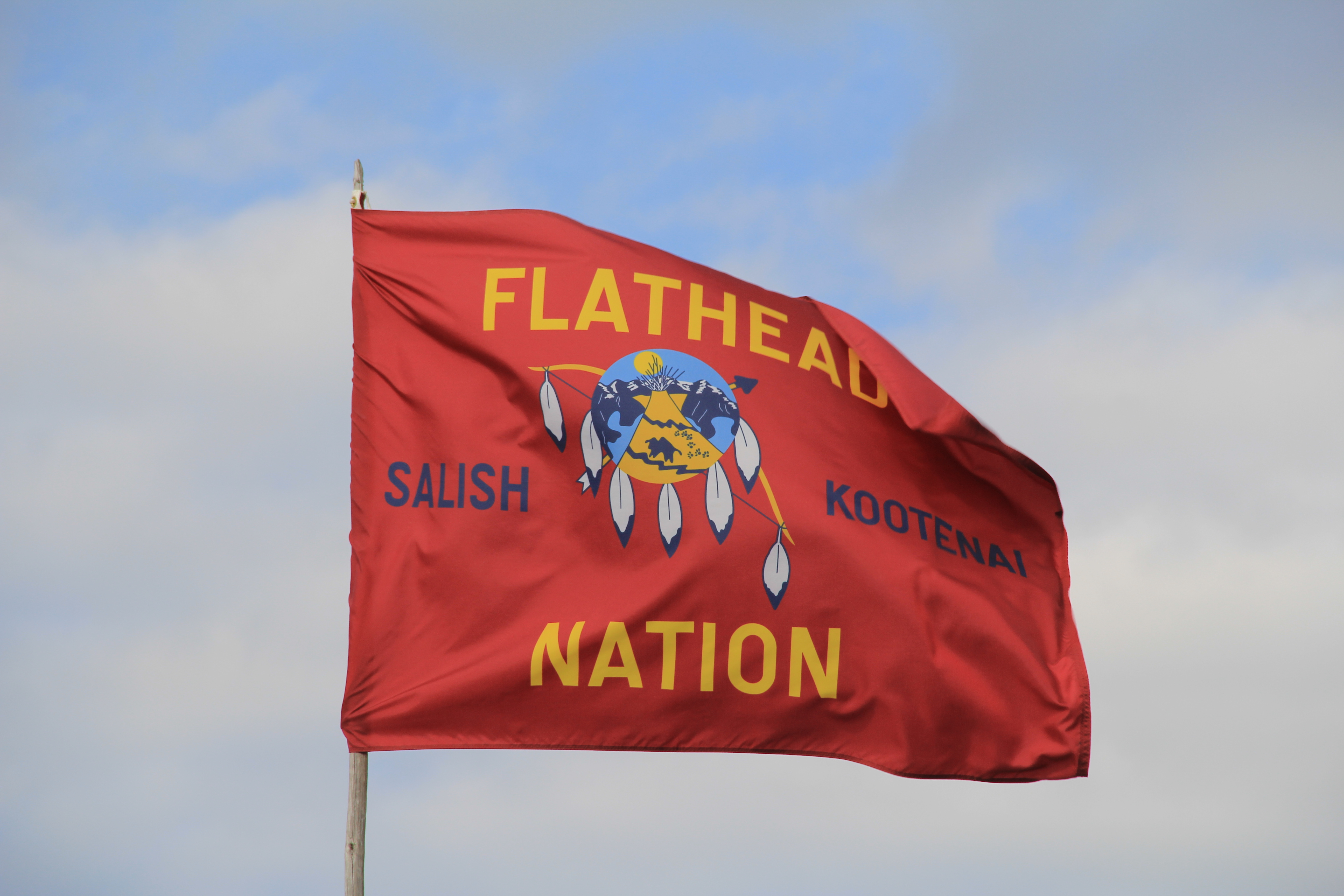
Flagge der Confederated Salish and Kootenai Tribes of the Flathead Nation (beim Arlee Powwow 2015)

Lage des Flathead-Indianer-Reservats in Montana

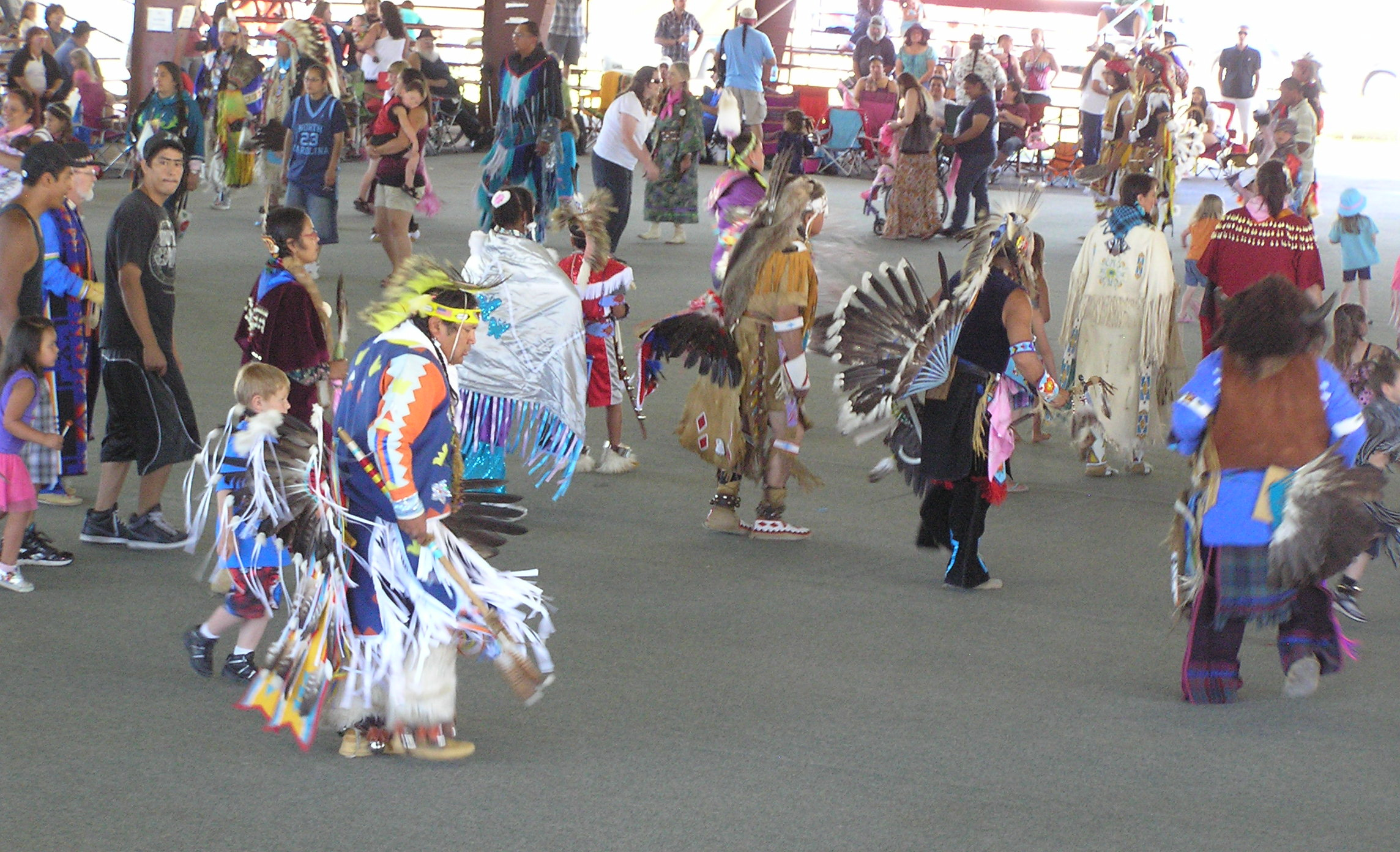
Indianische Tänzer beim Arlee Powwow 2012

Das Flathead-Indianer-Reservat (englisch: Flathead Indian Reservation) ist das westlichste von sieben Indianerreservaten im US-Bundesstaat Montana und wird von den Confederated Salish and Kootenai Tribes of the Flathead Nation (CSKT) vertreten. Das Reservat liegt im Nordwesten Montanas zwischen den Städten Kalispell und Missoula, knapp westlich der nordamerikanischen kontinentalen Wasserscheide. Zwei Drittel des Reservatsgebiets liegen in der staatlichen Verwaltungseinheit Lake County; ein Drittel erstreckt sich nach Sanders County im Westen, Missoula County im Süden und Flathead County im Norden. Das Reservat umfasst etwa 1,25 Millionen Acres (5.058 km²). Der indianische Regierungs- und Verwaltungssitz ist Pablo.

## Stämme
Der Stammesverbund des Reservats besteht aus drei Indianerstämmen. Der fälschlicherweise Flathead („Plattkopf-Indianer“) genannte Stamm gehört zu den Binnen-Salish (Seliš oder Sqelixw) und wird heute nach seinem historischen Wohnsitz im Bitterroot Valley oft als Bitterroot Salish bezeichnet. Er bildet zusammen mit den ebenfalls zur Salish-Sprachfamilie zählenden Upper Pend d’Oreille bzw. Upper Kalispel (Ql̓ispé) die Confederated Salish. Hinzu kommt eine Gruppe der Kutenai: die Lower Kootenai (Ktunaxa oder Ksanka).

## Bevölkerung
Im Jahr 2012 lebten 28.724 Einwohner im Flathead-Reservat, davon 31,8 % Indianer mit verschiedenen Stammeszugehörigkeiten. Insgesamt sind 7,914 CSKT-Stammesmitglieder eingetragen (enrolled members), von denen 5.267 im Reservat leben (Stand 2021).
Die CSKT-Stammeszugehörigkeit wird für nach dem 4. Mai 1960 geborene Personen anerkannt und eingetragen, wenn mindestens ein Viertel „Blutsanteil“ (blood quantum) von Salish- oder Kootenai-Vorfahren (oder beidem) nachgewiesen werden kann. Dieses Quantum ist erreicht, wenn zum Beispiel ein Großelternteil oder zwei Urgroßeltern nachweislich einem der drei CSKT-Stämme angehört(en). Für ältere Personen gelten je nach Geburtsdatum unterschiedliche Regelungen.
Im Jahr 2003 scheiterte ein Referendum, das die Lockerung der Anforderungen für die Anerkennung der CSKT-Stammesmitgliedschaft forderte.
Eines der Argumente in der bis heute weiter geführten Diskussion ist die Sorge, dass durch einen hohen Anteil interkultureller Ehen die Anzahl der Stammesmitglieder weiter zurückgehen werde und dass langfristig die Stämme quasi aussterben würden. Im Jahr 2001 gab es nur noch etwa 200 „Vollblut“-Mitglieder der Salish- und Kutenai-Stämme, das jüngste beinahe 40 Jahre alt.
Die Stammesmitgliedschaft hat einige wirtschaftliche Vorteile wie etwa Krankenversicherung und Zugang zu indianischen Bildungsangeboten. Auch bestimmte Fisch-, Jagd- und Landnutzungsrechte sind an die Stammesmitgliedschaft gebunden.

## Geschichte

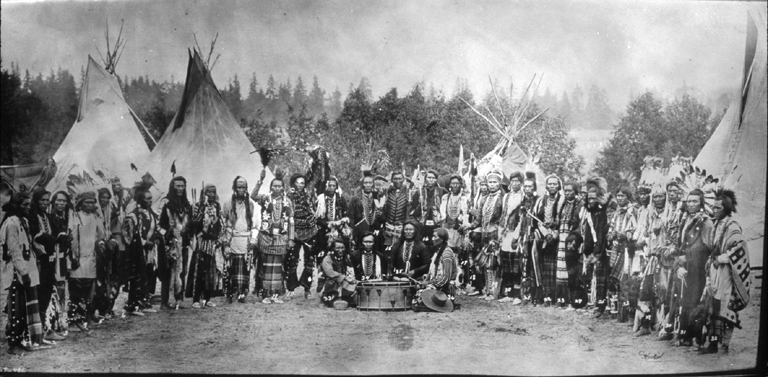
Stammesangehörige am 4. Juli 1903 vor ihren Zelten nahe der Missionsstation St. Ignatius im Flathead-Reservat

Die Reservatsgründung begann am 8. März 1855 in Hell Gate nahe Missoula mit dem Abschluss eines Vertrags zwischen Gouverneur Isaac I. Stevens und führenden indianischen Vertretern, darunter den Häuptlingen Victor (Flathead Nation), Alexander (Upper Pend d’Oreilles) und Michelle (Kutenais). Der später als Hell Gate Treaty bezeichnete Vertrag wurde 1859 vom US-Senat ratifiziert und vom amerikanischen Präsidenten in Kraft gesetzt.
Die Bitterroot-Salish unter der Führung von Häuptling Charlo weigerten sich, ihr traditionelles Stammesgebiet zu verlassen und in die nach dem Jocko River bei Arlee benannte „Jocko Reservation“ (das Flathead-Reservat) zu ziehen. 1873 war Salish-Unterhäuptling Arlee mit wenigen Familien in den Süden des Reservats umgesiedelt. 1891 wurden auch Charlo und die übrigen Salish zum Umzug in das Reservat gezwungen.
1882 sahen sich Stammesführer gezwungen, dem Bau einer Eisenbahnstrecke durch das Reservat zuzustimmen.
1893 starb der für das Flathead-Reservat zuständige Indianeragent Peter Ronan. Sein Nachfolger, William Smead, befürwortete die Öffnung des Reservats für nichtindianische Siedler.
Mit dem General Allotment Act von 1887 (Dawes Act) wurde eine Parzellierung und Privatisierung von Reservatsland in Amerika angestrebt. 1904 erließ der Kongress den Flathead Allotment Act. Einer Volkszählung (census) zufolge waren 2390 Stammesmitglieder berechtigt, allotments von 80 oder 160 acres für Ackerbau oder Viehwirtschaft zu erhalten. Von 1.245.000 acres gingen auf diese Weise 228.434 acres in indianischen Privatbesitz. Nach Abzug von Flächen für öffentliche Nutzung (etwa Schulen und Kirchen) wurde das übrige Land – gegen den Widerstand der Indianer – als surplus (Überschuss) an nichtindianische Siedler (homesteader) verkauft, die ab 1910 in das Reservat zogen. Die Indianer wurden zur Minderheit in ihrem eigenen Reservat.
1908 wurde das Flathead Irrigation Project initiiert, ein gebührenpflichtiges Kanalsystem für Bauern und Viehzüchter zur Bewässerung ihrer Äcker und Weideflächen. In der Folge verloren viele Indianer ihr Land wegen Überschuldung.
1935 ratifizierten die Confederated Salish and Kootenai Tribes gemäß dem Indian Reorganization Act von 1934 eine Stammesverfassung und wählten zehn Vertreter in eine indianische Regierung (council). Die beiden letzten offiziell anerkannten Stammeshäuptlinge, Martin Charlo und Chief Koostahtah, erhielten eine lebenslange, aktive Mitgliedschaft im Stammesrat.
1936 gaben sich die Confederated Salish and Kootenai Tribes eine Unternehmenscharta. Dies diente zunächst geschäftlichen Interessen der Stämme im Zusammenhang mit dem im Bau befindlichen hydroelektrischen Staudamm Kerr Dam im Flathead River südlich des Flathead Lake, der 1938 in Betrieb genommen wurde.
1963 trat ein Gesetz (Public Law 83-280, kurz: PL280) in Kraft, das dem Bundesstaat Montana die Straf- und Zivilgerichtsbarkeit im Reservat erlaubte. Eine Vereinbarung zwischen den CSKT-Stämmen, Montana und dem Bezirk Lake County sah vor, dass der Bezirk – mit finanzieller Unterstützung des Bundesstaates – mutmaßlich von amerikanischen Ureinwohnern im Flathead-Indianerreservat begangene Straftaten untersucht und verfolgt. Die Stämme verfolgen seitdem nur geringfügige Vergehen (misdemeanor) selbst. Anfang 2023 kündigte Lake County diese Vereinbarung mit einer Frist von sechs Monaten, weil der Bundesstaat entgegen der Vereinbarung keine ausreichenden Mittel für die Strafverfolgung bereitstelle.
1967 erhielt CSKT eine Entschädigungszahlung von gut 4 Millionen US-Dollar für den Landverlust durch den Vertrag von Hell Gate, berechnet nach dem Wert im Jahr 1855. Eine weitere Entschädigung von 7,4 Millionen, berechnet nach dem Landwert in 1912, wurde den Stämmen für den Vertragsbruch durch die Öffnung für nichtindianische Siedler zugesprochen. Zinsen für die 112 Jahre lang entgangene Zahlung wurden nicht gezahlt.

## Politik
Der Stammesrat (Tribal Council) besteht aus zehn gewählten Mitgliedern. Alle zwei Jahre werden im Oktober und Dezember Wahlen abgehalten. Acht Wahlbezirke (districts) entsenden die Ratsmitglieder: Je zwei Sitze werden von Jocko Valley und Mission District besetzt sowie je ein Ratssitz von den Bezirken Ronan, Pablo, Polson, Elmo-Dayton, Hot Springs-Camas Prairie und Dixon. Die Amtszeit eines Ratsmitglieds beträgt vier Jahre.

### Council
Der Stammesrat (Council) setzt sich aus folgenden Mitgliedern zusammen (Stand März 2023):
- Vorsitzender (Chairman): Tom McDonald
- Stellvertretender Vorsitzender (Vice-Chairman): Len Twoteeth
- Schriftführer (Secretary): Martin Charlo
- Schatzmeisterin (Treasurer): Ellie Bundy
- Beisitzende (Council Member):
  - Carole Lankford
  - James „Bing“ Matt
  - Jim Malatare
  - Terry Pitts
  - Jennifer Finley
  - Michael Dolson

## Wasserrechte
Seit 1996 führten die Confederated Salish and Kootenai Tribes Verhandlungen sowohl mit Vertretern des Bundesstaates Montana als auch mit verschiedenen Interessengruppen innerhalb und außerhalb des Reservats über eine außergerichtliche Einigung zur Klärung ihrer Wasserrechte.
Das erste Wasserrechtsabkommen eines Indianerstamms in Montana schlossen 1985 die Assiniboine im Reservat Fort Peck ab. Der vorletzte Vergleich zur Beilegung der Wasserrechtsfrage wurde von den Blackfeet im Jahr 2009 geschlossen. Ein erster Entwurf der Stämme im Flathead-Reservat für ein Wasserrechtsabkommen (Water Rights Compact, oft einfach „Compact“ genannt) scheiterte 2013 im Gesetzgebungsverfahren.
CSKT reklamierte, dass der Vertrag von Hell Gate bei Reservatsgründung 1855 den Indianern die uneingeschränkten Nutzungsrechte an den Wasserressourcen in ihren traditionellen Stammesgebieten zusicherte. Diese erstreckten sich über den Nordwesten Montanas und Teile Idahos bis in den Osten des Bundesstaats Washington. Die Stämme drohten, diese Wasserrechte vor dem zuständigen Gericht einzuklagen. Dies hätte mehrere Tausend Klageverfahren umfasst, massenhaft Gegenklagen ausgelöst und mehrere Jahrzehnte in Anspruch genommen. Landwirte und Rinderzüchter fürchteten, dass der Compact ihre Wasserressourcen einschränken und so ihre wirtschaftliche Grundlage gefährden würde. Die politische Debatte war von rassistischen Anwürfen begleitet.
Im April 2015 bestätigte schließlich das Repräsentantenhaus von Montana das neu erarbeitete Abkommen. Die Stämme verzichten in dem Vertrag auf alle Wasserrechte außerhalb ihres Reservatsgebiets, haben aber Anspruch auf bestimmte Zuflussmengen (in-stream). Auch für das 1908 installierte Bewässerungssystem Flathead Indian Irrigation Project sind kontrollierte Zufluss- und Zuteilungsmengen definiert. Die private Wassernutzung bleibt von dem Abkommen unberührt; individuelle Wasseransprüche zum Beispiel für Grundwasserbrunnen können weiter eingetragen werden. Der Bundesstaat verpflichtete sich, 55 Millionen für eine Modernisierung des Irrigation Project, zur Einrichtung wassersparender Pump- und Bewässerungstechniken sowie für Renaturierungsmaßnahmen bereitzustellen. Der „Compact“ wurde anschließend vom US-Kongress bestätigt und trat im  September 2021 in Kraft. In Teilen der Bevölkerung besteht weiter Widerstand gegen den Compact. Neben Privatpersonen will auch der Bezirk Lake County eine Beschwerde (objection) beim Water Court, das die Gerichtsbarkeit über Wasserrechte in Montana ausübt, einlegen.

## Kultur
Seit 1975 beraten zwei Kulturkomitees, das Salish-Pend d’Oreille Culture Committee (SPCC) und das Kootenai Culture Committee,
in enger Zusammenarbeit mit den jeweiligen Ältestenräten die indianische Regierung bei ihren Entscheidungen und bei der Entwicklung von Stammesprojekten.
Das SPCC veröffentlichte mehrere Bücher mit traditionellen Erzählungen sowie die Serie Challenge to Survive über die Geschichte der Salish-Indianer im Flathead-Reservat. Außerdem betreibt der Ausschuss ein Salish-Sprachprojekt zur Wiederbelebung und Pflege der aussterbenden, traditionellen Sprache. Derzeit sprechen weniger als 50 Reservatsbewohner fließend Salish – davon keiner unter 50 Jahre alt, die meisten älter als 75. Das Salish-Kulturkomitee betreibt ein Langhaus, das neben SPCC-Treffen vorrangig für traditionelle Bräuche und Kulturveranstaltungen genutzt wird.
Im jährlichen „Agnes-Vanderburg-Kulturcamp“ werden traditionelle Kulturtechniken vermittelt. Das Sommercamp wurde in den 1970er Jahren von der Salish-Indianerin Agnes Vanderburg (1901–1989) gegründet und wird heute vom Salish Kootenai College als Sommerkurs in Zusammenarbeit mit dem Salish-Kulturausschuss angeboten.
Jedes Jahr am 4. Juli, dem amerikanischen Nationalfeiertag, veranstaltet die indianische Regierung das Arlee Powwow. Ebenfalls im Juli findet das Standing Arrow Pow Wow statt. Die 1992 gegründete Veterans Warrior Society veranstaltet jährlich das Veterans Pow Wow am Veterans Day im November. Ein Head Start Pow Wow für Kinder findet seit etwa 1970 jährlich statt.
Nachdem das People’s Center in Pablo im September 2020 durch Brandstiftung abgebrannt war, dient Three Chiefs Culture Center in St. Ignatius als das neue indianische Kulturzentrum. Neben Ausstellungen zu Kultur und Traditionen der örtlichen Stämme werden kulturelle Kurse, Gruppen und Veranstaltungen angeboten.

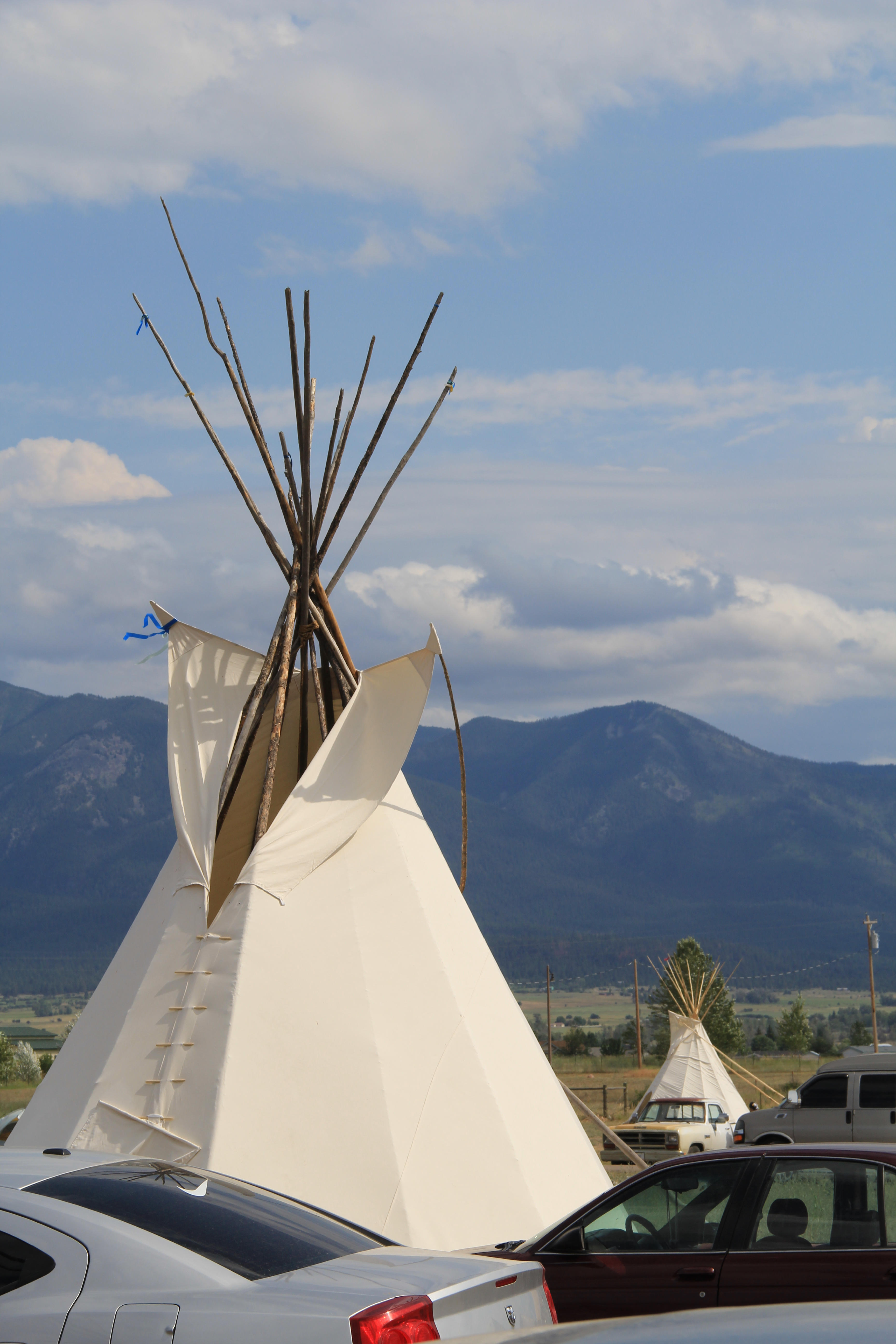
Tipis beim Arlee Powwow 2015
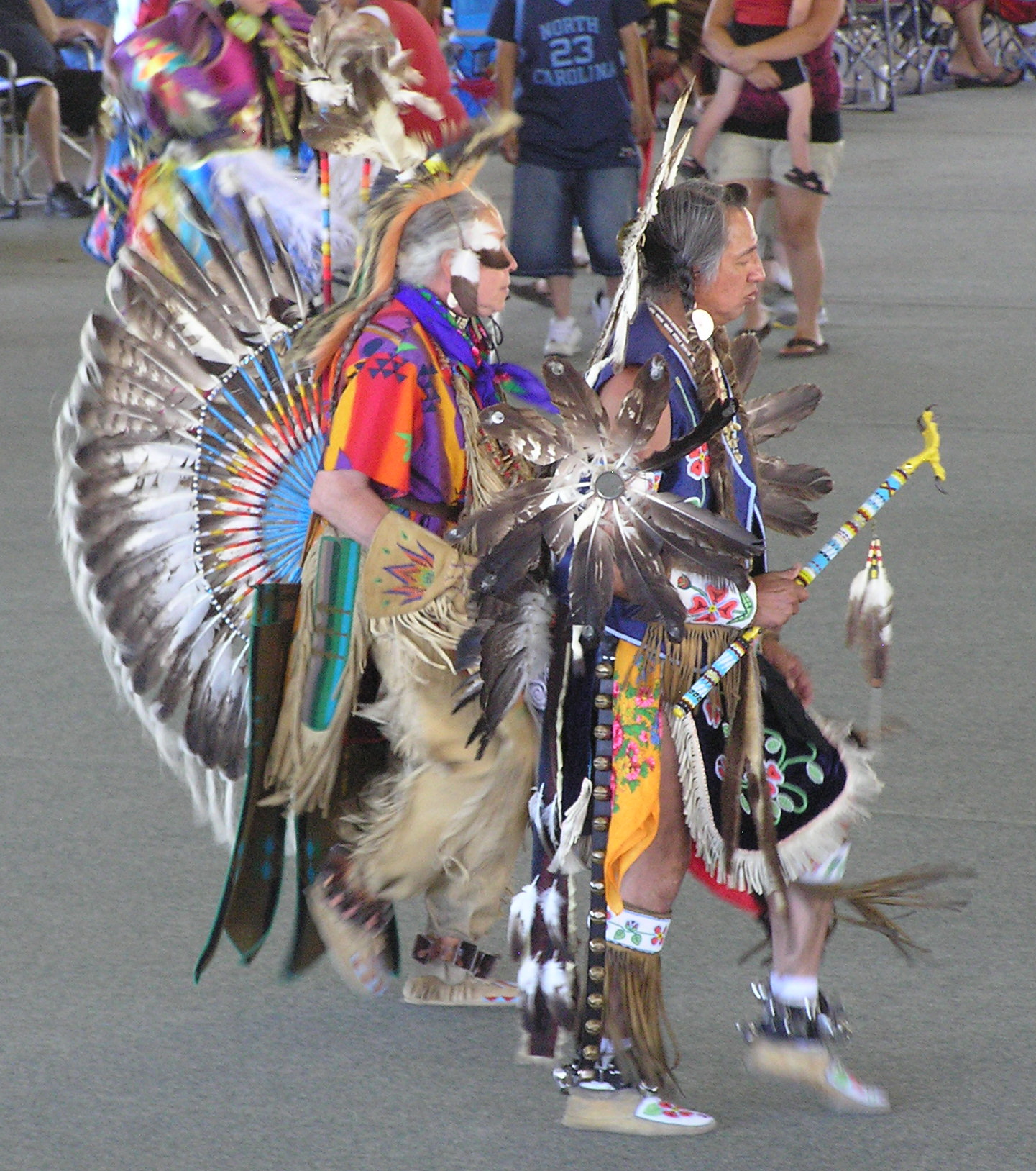
Traditionelle Tänzer beim Arlee Powwow 2013

Die den Confederated Salish and Kootenai Tribes of the Flathead Nation angehörende Künstlerin Jaune Quick-to-See Smith schuf ein umfangreiches Gesamtwerk, das zur Steigerung des Ansehens indigener Kunst in den Vereinigten Staaten beitrug, und bemühte sich als Kuratorin um eine Verstärkte Sichtbarkeit von Native American Künstlern. Ihr Werk Target. I See Red war im Jahr 2020 das erste Werk eines indigenen Künstlers, das von der National Gallery of Art in Washington, D.C. in die Sammlung aufgenommen wurde.

## Bildung
1975 gründete die indianische Regierung die Two Eagle River School, eine High School in Pablo mit Fokus auf kulturelle Bildung.
1976 wurde der Vorläufer des Salish Kootenai College (SKC) gegründet, bis 1981 als Ableger des Kalispell-College und anfänglich in Räumen des Polson-Schuldistrikts untergebracht. Seit 1984 ist das College vollständig als Hochschulbildungseinrichtung anerkannt. Seitdem stieg die Zahl der Stammesmitglieder mit Hochschulabschlüssen im Reservat deutlich an. Das College hat seinen Campussitz in Pablo.
2002 öffnete die Salish-Sprachschule Nkwusm in Arlee.
In dem internatsartigen Trainingszentrum Kicking Horse Job Corps erlernten Jungerwachsene (16–24 Jahre) aus einkommensschwachen Familien verschiedene Berufe und konnten auch einen Schulabschluss nachholen. Das Trainingszentrum wurde Anfang 2019 geschlossen.

## Wirtschaft und Infrastruktur

### Verkehr
Die Hauptverkehrsader durch das Reservat ist der von Norden nach Süden verlaufende U.S. Highway 93. Der Montana State Highway 28 im Norden des Reservatsgebiets verbindet Elmo mit Niarada im Westen und verläuft von dort aus südlich nach Lonepipe und Hot Springs. Der Montana Highway 35 beginnt in Polson am Südende des Flathead Lake und folgt dessen östlichem Ufer entlang nach Norden. Der Montana Highway 200 verläuft im Süden des Reservats von Ravalli aus nach Westen.
Polson und Ronan verfügen über je einen Flughafen im gemeinschaftlichen Besitz der jeweiligen Stadt und des Countys.

### Unternehmen und Einrichtungen

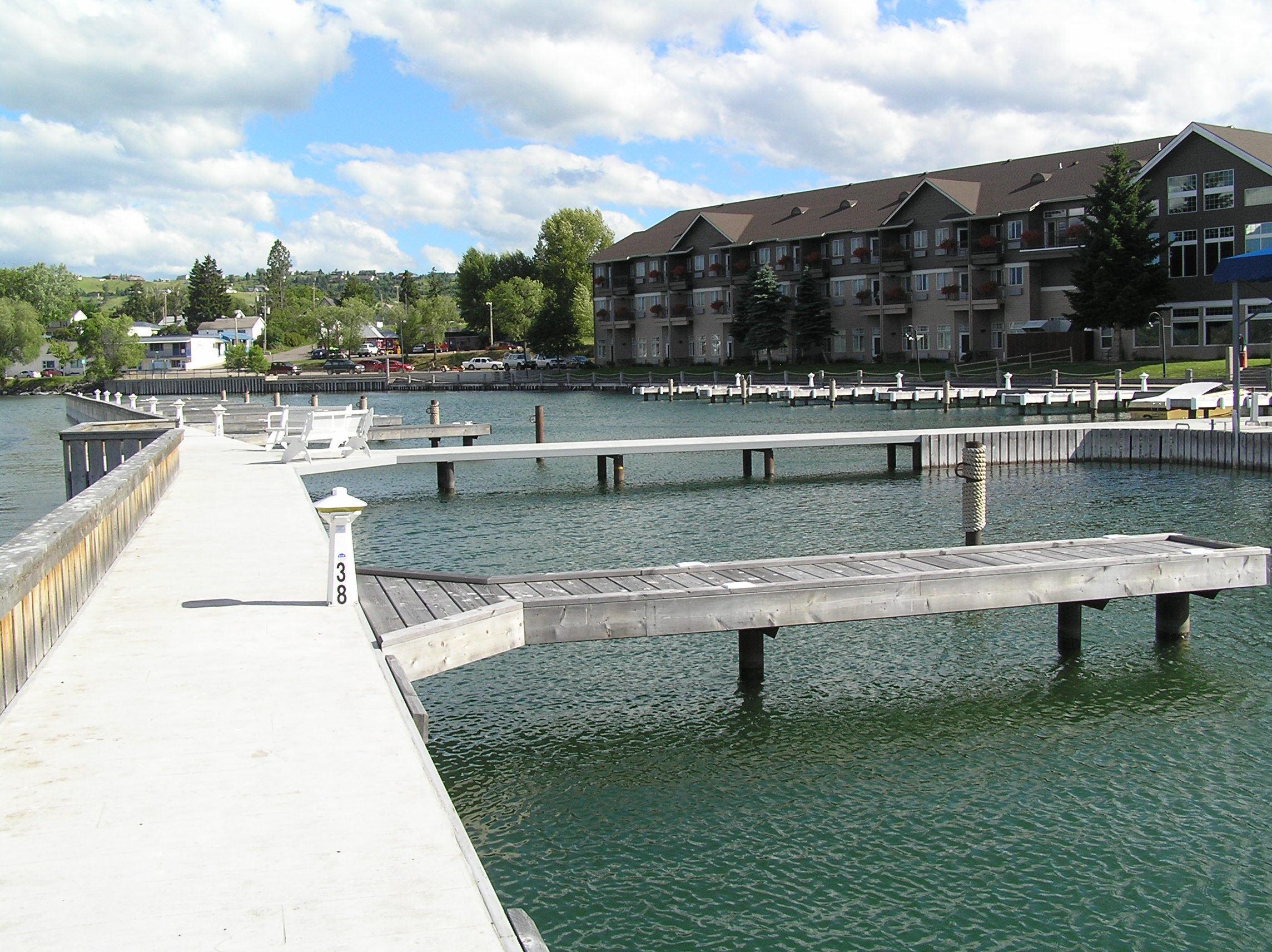
Resort und Casino Kwataqnuk am Flathead Lake in Polson

Nach eigenen Angaben war CSKT mit 55 % aller Stellen im Jahr 2011 der größte Arbeitgeber im Reservat. Neben diversen Regierungseinrichtungen und -programmen betreibt der Stammesverbund mehrere Bildungseinrichtungen, von frühkindlicher Erziehung (Head Start) bis zu dem Salish Kootenai College mit 260 Angestellten. Eine der wichtigsten Einnahmequellen ist der Holzhandel. Die Tochterfirmen S&K Electronics (Herstellung elektronischer Bauteile, 1984 gegründet) und S&K Technologies (1999 gegründet, mit fünf international agierenden, hauptsächlich militärtechnologischen Geschäftsbereichen) sind konventionelle Produktionsunternehmen im Besitz der Stämme. CSKT betreibt seit den 1980er Jahren auch den alleinigen örtlichen Stromkonzern, Mission Valley Power. Daneben sind die Casinos Gray Wolf Peak und KwaTaqNuk (mit dem Best Western  KwaTaqNuk Resort am Flathead) Lake im Besitz der indianischen Regierung (S&K Gaming). Die S&K Holding vergibt Kredite an indianische Unternehmer und berät Existenzgründer.
2015 erwarb CSKT den in den 1930er Jahren im Reservat gebauten hydroelektrischen Staudamm Kerr Dam und nannte ihn in Séliš Ksanka Ql’ispé Dam um. Die Anlage produziert rund 1,1 Millionen Megawattstunden Strom jährlich und ist der erste hydroelektrische Staudamm Amerikas in indianischem Besitz und Betrieb (durch die CSKT-Tochterfirma Energy Keepers Inc, EKI).
Während 1980 noch die Hälfte der Stammesmitglieder arbeitslos war, war die Arbeitslosenquote der indianischen Reservatsbewohner mit unter 14 % im Jahr 2014 deutlich gefallen und lag nur noch ein paar Prozente höher als die durchschnittliche Arbeitslosenquote im Reservat. Im Februar 2017 hatte das Flathead-Resverat mit 5,6 % die niedrigste Arbeitslosenquote der sieben Indianerreservate in Montana.

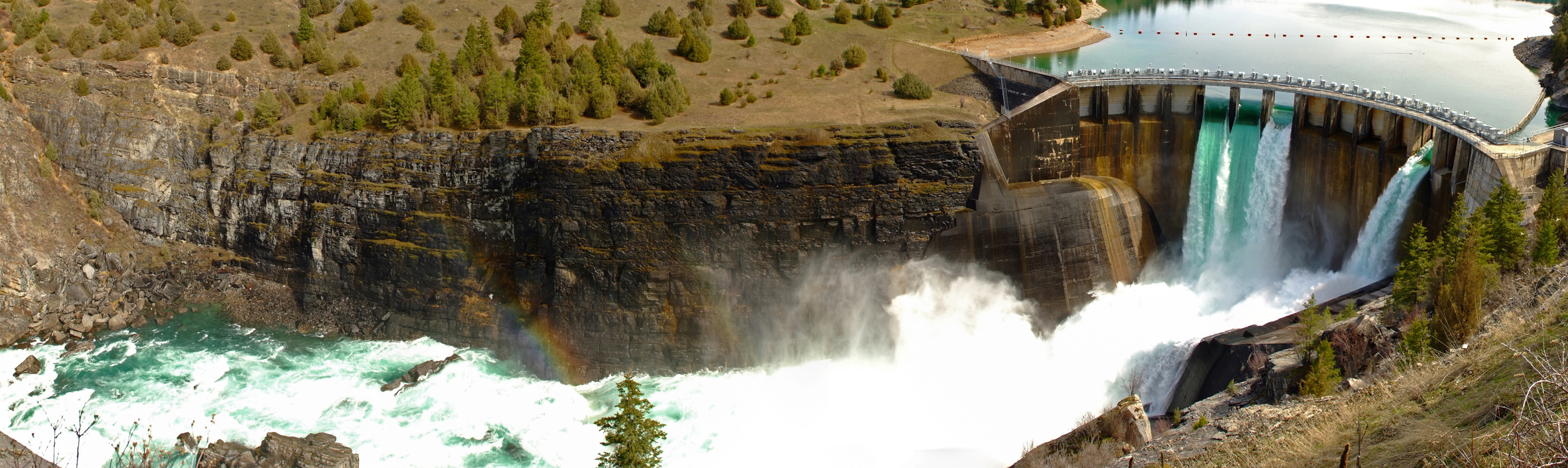
Hydroelektrischer Staudamm Séliš Ksanka Ql’ispé Dam, ehemals Kerr Dam, im Flathead River am Abfluss des Flathead Lake (2017)

### Gesundheitswesen
Das indianische Gesundheitsamt (Tribal Health Department) mit Sitz in St. Ignatius betreibt im Reservatsgebiet sechs ärztliche Untersuchungs- und Behandlungszentren für Stammesmitglieder.
Die (nichtindianisch betriebenen) Krankenhäuser im Reservat sind St. Luke’s in Ronan und Providence St. Joseph in Polson.
Während die durchschnittliche Lebenserwartung für „weiße“ Frauen in Lake County 82 Jahre und für weiße Männer 78 Jahre beträgt, sterben indianische Frauen im Durchschnitt mit 65 Jahren und indianische Männer mit 59,5 Jahren.

## Medien
CSKT gibt eine wöchentlich erscheinende Zeitung, die Charkoosta News, heraus. Daneben erscheinen der Lake County Leader und das Mission Valley Journal.

## Sehenswürdigkeiten
Im Süden des Flathead-Reservats liegt bei Ravalli bzw. Moiese das 1908 als National Bison Range eingerichtete Bison-Wildgehege. Auf einer Fläche von etwa 20.000 Acres (fast 81 km²) lebt eine Herde von derzeit rund 500 Bisons. Außerdem leben hier Wapiti- und Weißwedelhirsche, Dickhornschafe und Gabelböcke. Nach 25-jährigen Verhandlungen und einer Übergangsphase mit gemeinsamem Management durch Bundesbehörde und Stammesverwaltung wurde die Bison Range im Mai 2022 zur Eigenverwaltung an die Stämme übergeben.
Im Reservat befindet sich der Flathead Lake State Park, zu dem die Insel Wild Horse Island gehört, und die um den südlichen Teil des Sees verteilten Parkeinrichtungen Finley Point, Yellow Bay, Big Arm, Wayfarers und West Shore.
Ninepipe National Wildlife Refuge and State Wildlife Management Area bei Charlo südlich von Ronan ist ein Wasser- und Vogelschutzgebiet. Es wird als Teil der National Bison Range vom staatlichen Fish and Wildlife Service verwaltet; die Stämme managen die Fischbestände.
Die Kirche St. Ignatius Mission wurde 1854 von Indianern unter Anleitung katholischer Missionare in dem Ort St. Ignatius gebaut. Sie ist für ihre historischen murals bekannt.
Eine weitere Sehenswürdigkeit ist das Flathead Indian Museum in St. Ignatius.

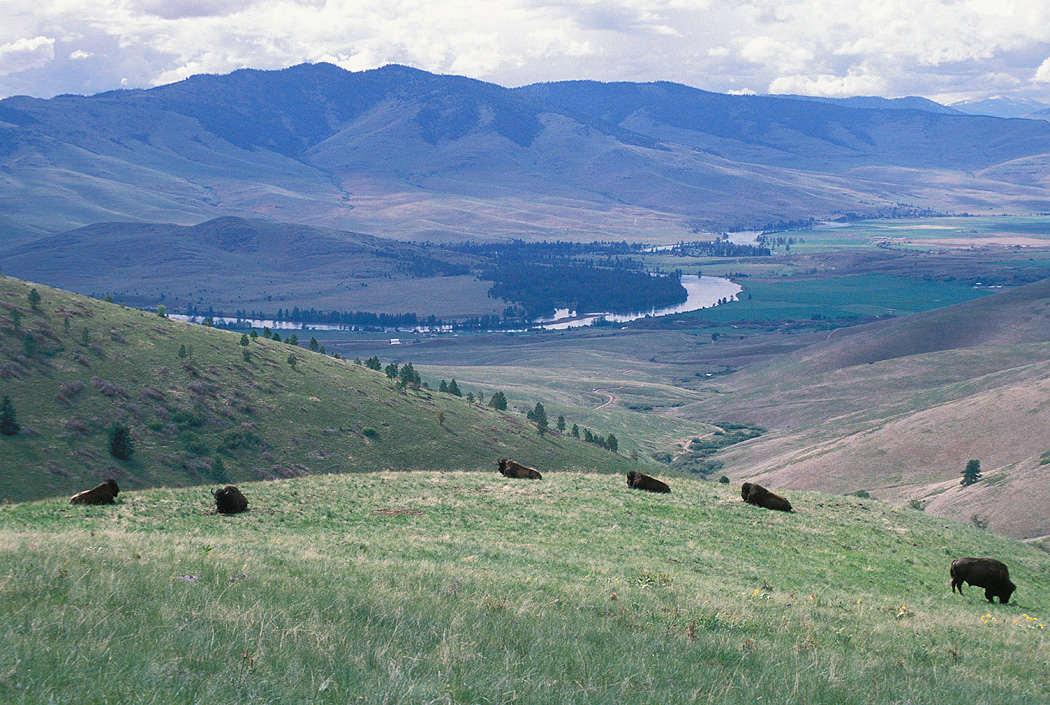
Bison Range
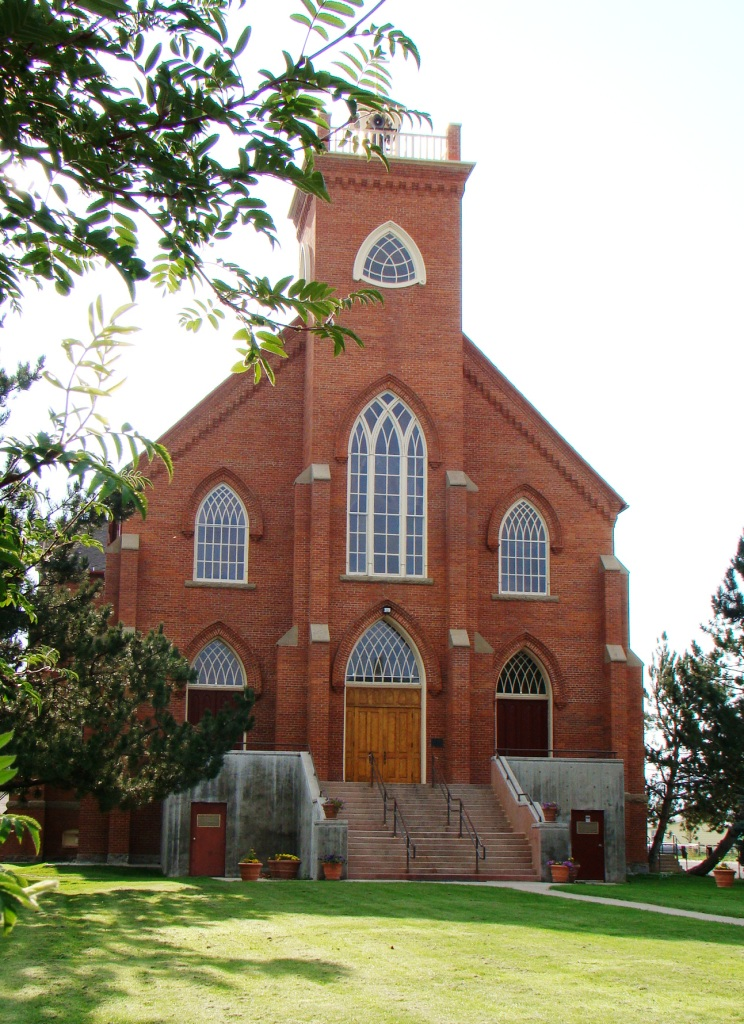
St. Ignatius Mission
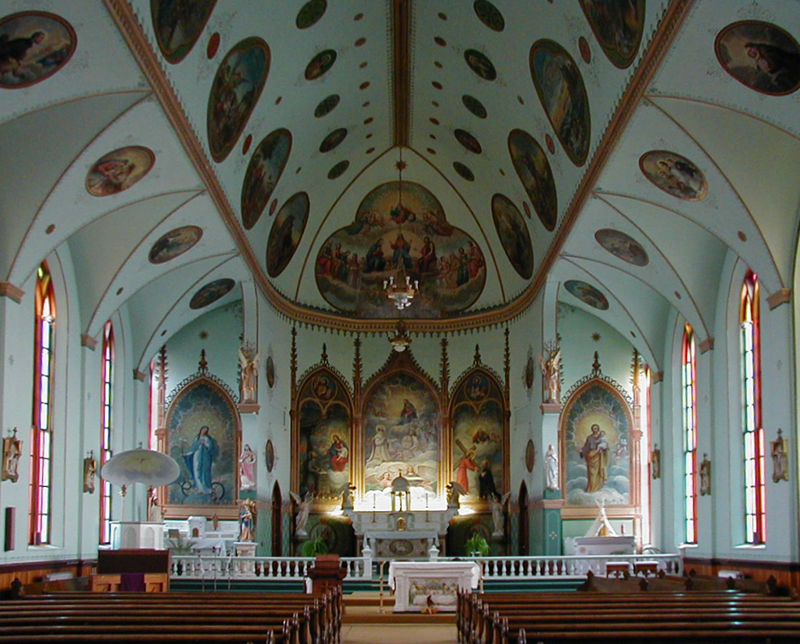
Wandgemälde (murals) in der Kirche